# 加太春日神社

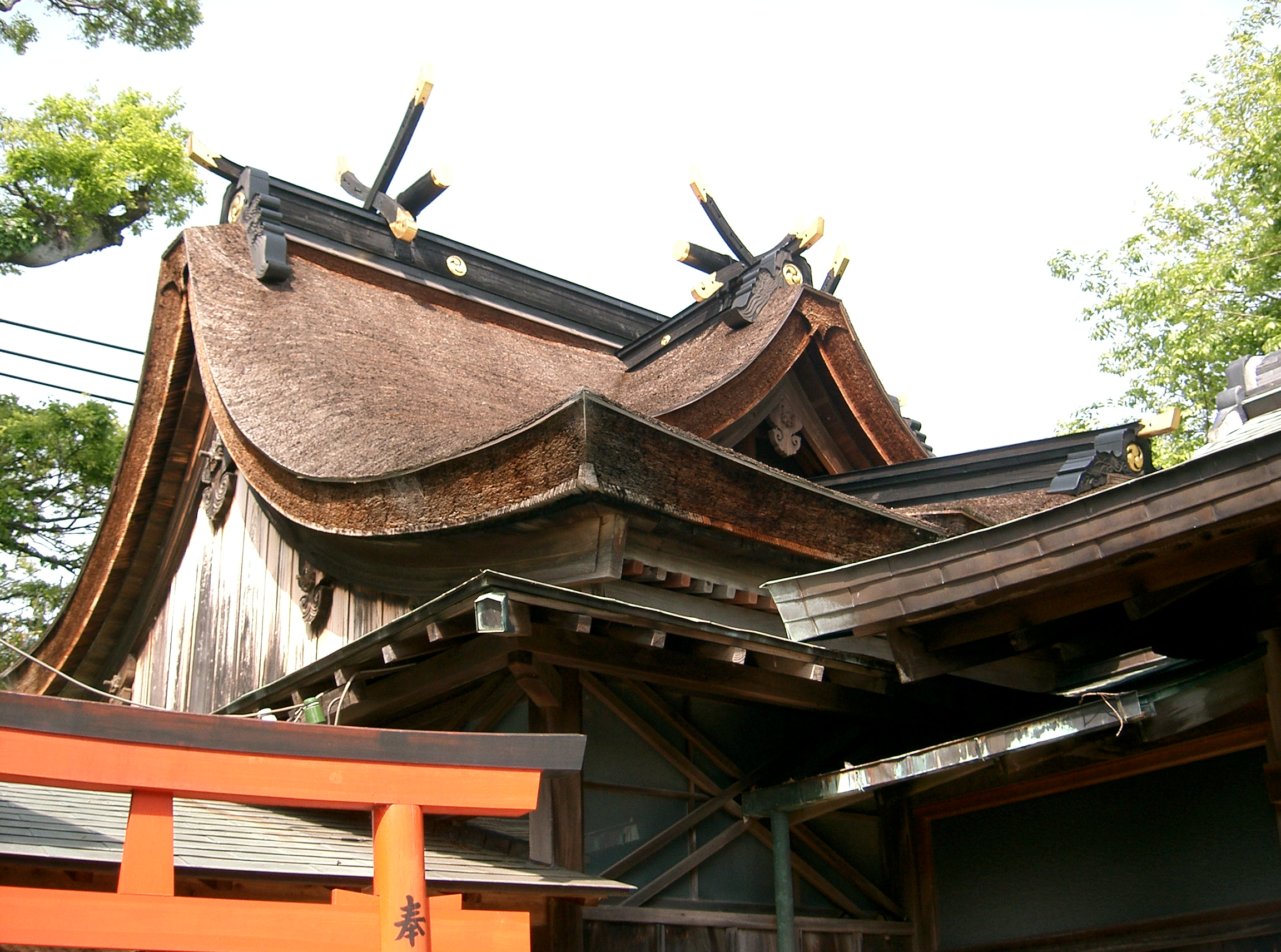
本殿（重要文化財）

加太春日神社（かだかすがじんじゃ）は、和歌山県和歌山市加太にある神社。旧社格は村社。

## 祭神
主祭神
- 天児屋根命
- 武甕槌神
- 経津主神

配祀神
- 天照大神
- 住吉大神

## 歴史
創建年代は明確ではないが、紀伊国造家旧記によると、神武天皇東征の際、紀国造氏の祖である天道根命が神鏡と日矛の二つの神宝を奉じて加太浦に上陸し、頓宮を造営して天照大御神を祀ったことに始まるという（神鏡・日矛は日前神宮・国懸神宮の神体である）。延喜式神名帳の記載はない（式外社）が、「紀伊国神名帳」 に「正一位春日大神」と記されている。役小角（飛鳥時代の半ば伝説的な山岳修業者で修験道の開祖、役行者とも称す）が、友ヶ島を行場とし、当社を勧請して守護神としたという。そのため現在でも毎年四月二十日、当社に聖護院門跡が大勢の山伏僧と共に参拝している（聖護院は本山修験宗の総本山）。
当地は紀淡海峡に面して漁業の盛んなところであるため、のちに航海安全と大漁を祈願する住吉大神が合祀されたものと見られ、中世には「住吉神社」とも称されていた。文保元年（1317年）6月29日附「預所某田地寄進状」（向井家文書）にある 「賀太庄住吉社」は当社のこととされる。
「紀伊風土記」によると、日野左衛門藤原光福が地頭としてこの地を支配した嘉元年間（1303年-1317年）に、自分の祖先神である春日三神を新たに祀り、総名として「春日社」と称したとあり、嘉吉2年（1442年）の記録に「春日明神神事日記」（向井家文書）がある。
紀伊名所図会によると、社地はもと、現在地から東の山の中腹にあったが、天正年間（1573年-1592年）に豊臣秀長の家臣で和歌山城代（当時、秀長は大和郡山に居城、大和、和泉、紀伊三国を領し、紀伊国は和歌山城代が支配）の桑山重晴によって現在地に遷したと記している。なお、棟札（重要文化財の附指定）によって慶長元年（1596年）に大がかりな社殿の造作がなされたことも実証されている。 
当社は、明治時代まで神職はおかず、神社経営は宮座形式の当屋制によって運営されていた。
第二次大戦後、神社が国家の保護を離れたことにより当社が宗教法人となったときより、現社名の「加太春日神社」が用いられるようになった。
昭和56年、環境庁（現環境省）主催の第23回自然公園大会において採火神社に指定され、聖火を献火すると共に、氏子有志による獅子舞が郷土芸能として披露された。

## 文化財

### 重要文化財（国指定）
- 本殿（建造物） - 一間社流造。慶長元年（1596年）造営。1931年（昭和6年）12月14日指定[1][2]。